# Azadirachta
Azadirachta är ett släkte av tvåhjärtbladiga växter. Azadirachta ingår i familjen Meliaceae.
Kladogram enligt Catalogue of Life:
| Azadirachta | \| \| Azadirachta excelsa \| \| \| \| \| \| Azadirachta indica \| \| \| \| |
|             | \| \| Azadirachta excelsa \| \| \| \| \| \| Azadirachta indica \| \| \| \| |
|             | Azadirachta excelsa                                                        |
|             |                                                                            |
|             | Azadirachta indica                                                         |
|             |                                                                            |